# Garbatka-Letnisko (gmina)
Pour les articles homonymes, voir Garbatka-Letnisko.
Garbatka-Letnisko est une gmina rurale (gmina wiejska) du powiat de Kozienice dans la Voïvodie de Mazovie, dans le centre-est de la Pologne.
Son siège administratif est le village de Garbatka-Letnisko, qui se situe environ 11 kilomètres au sud-est de Kozienice (siège de la powiat) et 92 kilomètres au sud-est de Varsovie (capitale de la Pologne).
La gmina couvre une superficie de 74,01 km2 pour une population de 5 135 habitants en 2016.

## Histoire
De 1975 à 1998, la gmina est attachée administrativement à la voïvodie de Radom.

Depuis 1999, elle fait partie de la voïvodie de Mazovie.

## Géographie
La gmina inclut les villages et les localités de :
- Anielin
- Bąkowiec
- Bogucin
- Brzustów
- Garbatka Długa
- Garbatka Nowa
- Garbatka-Dziewiątka
- Garbatka-Letnisko
- Garbatka-Zbyczyn
- Molendy
- Ponikwa

### Gminy voisines
La gmina de Garbatka-Letnisko est voisine des gminy suivantes :
- Gniewoszów
- Kozienice
- Pionki
- Policzna
- Sieciechów

## Structure du terrain
D'après les données de 2002, la superficie de la commune de Garbatka-Letnisko est de 74,01 km², répartis comme tel :
- terres agricoles : 31,64 %
- prés : 3,05 %
- pâturage : 1,54 %
- vergers : 0,61 %
- forêts : 49,82 %

La commune représente 8,07 % de la superficie du powiat.

## Démographie
Données du 30 juin 2004 :
| description        | Total  | Total | Femmes | Femmes | Hommes | Hommes |
| ------------------ | ------ | ----- | ------ | ------ | ------ | ------ |
| Unité              | Nombre | %     | Nombre | %      | Nombre | %      |
| population         | 5 331  | 100   | 2 736  | 51,3   | 2 595  | 48,7   |
| Densité (hab./km²) | 72     | 72    | 37     | 37     | 35,1   | 35,1   |